# اکولاپتا
اکولاپتا (به انگلیسی: Akkulapeta) یک منطقهٔ مسکونی در هند است که در آندرا پرادش واقع شده‌است.

## خصوصیات
اکولاپتا ۷۶۰ نفر جمعیت دارد.